# Rafael Destorrents
Rafael Destorrents, né vers  1375 à Barcelone et mort en 1425 est un peintre et enlumineur catalan du style gothique international.
Il est le fils du peintre Ramon Destorrents. 

## Biographie
La reconnaissance de son talent lui a valu de recevoir de l'évêque Joan Ermengol (1389-1408), le 8 mars 1403, la commande des enluminures et décorations d'un missel à l'usage liturgique de Barcelone, le Missal de Santa Eulàlia conservée à la cathédrale de Barcelone. Cet ouvrage est une des références de l'art espagnol de l'enluminure au XVe siècle. Le missel contient une illustration pleine page du Jugement dernier qui est un exemple du style gothique international, ainsi que 18 initiales historiées. Le Jugement dernier est représenté avec des formes particulières et originales.
En 1410, il reçut la commande de la décoration du Missal dels Consellers, pour la chapelle de la Casa de la ciutat, l'Hôtel de ville de Barcelone, aujourd'hui perdu.
Il a participé à l'illustration du Llibre d'hores (Livre d'heures), conservé au Museu Episcopal de Vic.
Il a travaillé en 1425 sur un retable, non identifié.
En 1408, il a été ordonné prêtre. Il est alors connu sous le nom de Gregori, presbiter Barchinone ou Rafael Gregori.
La plupart de ses œuvres ont été perdues. Sur les œuvres connues, on peut y voir l'influence qu'a dû exercer sur son travail la peinture siennoise, en particulier dans le choix des couleurs.